# Simon mondja
A Simon mondja (eredeti cím angolul: Simon Says) egy 2006-os horror-thriller. Magyarországon Ikerjátszma címen is fut, mivel a DVD-kiadásán az a cím szerepelt.

## Történet
Öt fiatal (Kate, Zack, Ashley, Riff és Vicky) elindul túrázni a hegyekbe. Útközben találkoznak egy ikerpárral akik meglehetősen furcsán viselkednek. Később ismét találkoznak velük, de már nem önszántukból: kiderül, hogy az ikerpár egy tagja sorozatgyilkos.

## Szereplők
| Szereplő         | Eredeti hang    | Magyar hang                       | Magyar hang                          |
| Szereplő         | Eredeti hang    | Ikerszáma (1. szereposztás, 2007) | Simon mondja (2. szereposztás, 2008) |
| ---------------- | --------------- | --------------------------------- | ------------------------------------ |
| Simon / Stanley  | Crispin Glover  | Kolovratnik Krisztián             | ?                                    |
| Kate             | Margo Harshman  | Csondor Kata                      | ?                                    |
| Zack             | Greg Cipes      | Molnár Levente                    | ?                                    |
| Ashley           | Kelly Vitz      | Bogdányi Titanilla                | ?                                    |
| Riff             | Artie Baxter    | Szabó Máté                        | ?                                    |
| Vicky            | Carrie Finklea  | Molnár Ilona                      | ?                                    |
| Lonnie           | Lori Lively     | Németh Kriszta                    | ?                                    |
| Sam              | Bruce Glover    | Albert Péter                      | ?                                    |
| Stoppos          | Oliver Dear     | Előd Botond                       | ?                                    |
| Jenny            | Blake Lively    | ?                                 | ?                                    |
| Molly            | Leila Johnson   | ?                                 | ?                                    |
| Sommer           | Erica Hubbard   | ?                                 | ?                                    |
| Garth            | Bart Johnson    | ?                                 | ?                                    |
| Sarah            | Daniella Monet  | Dögei Éva                         | ?                                    |
| Will             | Kelly Blatz     | Pálmai Szabolcs                   | ?                                    |
| Joey             | Dean Shelton    | ?                                 | ?                                    |
| Pig              | Ernie Lively    | Kajtár Róbert                     | ?                                    |
| Sty              | Harold Smith    | ?                                 | ?                                    |
| Chavez           | Adam Johnson    | ?                                 | ?                                    |
| Quinn            | Brad Johnson    | ?                                 | ?                                    |
| Stanley fiatalon | Chad Cunningham | Simonyi Balázs                    | ?                                    |
| Simon fiatalon   | Chad Cunningham | Simonyi Balázs                    | ?                                    |
| Leanne           | Robyn Lively    | ?                                 | ?                                    |
| Shag             | Max Moody       | ?                                 | ?                                    |
| Buzz             | Michael Moody   | ?                                 | ?                                    |